# J.A.R.
J.A.R. è un singolo del gruppo pop punk statunitense Green Day, facente parte della colonna sonora del film Angus e pubblicato nel 1995 dalla casa discografica Reprise Records.
Il titolo è l'acronimo di "Jason Andrew Relva", un amico del bassista della band, Mike Dirnt.
Jason Relva morì all'età di 19 anni il 18 aprile 1992, in seguito ad un incidente stradale.
Mike Dirnt scrisse questa canzone in memoria del suo amico scomparso ed essa parla di come si deve vivere la vita al massimo facendo le nostre scelte personali senza farsi condizionare da quelle degli altri.
La canzone ha raggiunto la prima posizione nella classifica Billboard Modern Rock Tracks nel 1995.

## Altre versioni
- Il brano è presente in Insomniac come B-side.
- Si trova anche nel loro Greatest Hits International Superhits! come traccia #8.
- Una versione registrata dal vivo si trova anche nella raccolta live (cd + dvd) Awesome as Fuck.

## Formazione
- Billie Joe Armstrong - voce e chitarra
- Mike Dirnt - basso e voce
- Tré Cool - batteria

## Classifiche
| Classifica (1995)             | Posizione massima |
| ----------------------------- | ----------------- |
| Stati Uniti (alternative)     | 1                 |
| Stati Uniti (mainstream rock) | 17                |